# Lansen-Schönau
Lansen-Schönau era il nome di un comune tedesco, nel Meclemburgo-Pomerania Anteriore, esistito dal 2005 al 2012.

## Storia
Il comune di Lansen-Schönau fu creato il 1º gennaio 2005 dalla fusione dei comuni di Alt Schönau e Lansen.
Il 1º gennaio 2012 il comune di Lansen-Schönau fu fuso con i comuni di Groß Gievitz e Hinrichshagen, formando il nuovo comune di Peenehagen.